# سامانه تعلیق فنر شمشی
سامانه‌ی تعلیق فنر شمشی گونه‌ای سامانه‌ی تعلیق یکپارچه است که بر روی خودرو نصب می‌شود. این سامانه از ساده‌ترین و قدیمی‌ترین فنربندی‌ها است.
در این نوع سامانه‌ی تعلیق شمش‌های ارتجاعی و خم شده به صورت محدب در حالت طولی برروی خودرو نصب می‌شوند. این سامانه در وسایل نقلیه‌ی سنگین و وانت‌ها به علت تحمل وزن بالا و هندلینگ خوب بسیار پرکاربرد است.
نام قطعات در تصویر
- - SHOCK ABSORBER = ضربه گیر
  - FRAME = شاسی
  - AXLE = محور
  - SPRING = فنر

## عملکرد
در این سامانه چندین شمش فنر با توجه به وزن خودرو برروی هم قرار داده شده و دو سر فنر با نگهدارنده‌هایی به شاسی نصب می‌شوند و محور خودرو هم به مرکز فنرها متصل می‌شود. نحوه‌ی کار این سامانه هم این‌گونه است که شمش‌ها به علت ارتجاعی بودن ضربات وارده از سطح مسیر به چرخ‌ها را جذب و میرا می‌کنند.

## انواع
- فنر شمشی ذوزنقه‌ای
- فنر شمشی پارابولیک